# Coupe de France 1990/91
Der Wettbewerb um die Coupe de France in der Saison 1990/91 war die 74. Ausspielung des französischen Fußballpokals für Männermannschaften. Die Teilnehmerzahl stieg weiterhin stark an; in diesem Jahr meldeten 6.065 Vereine, darunter auch solche aus den überseeischen Besitzungen Frankreichs.
Titelverteidiger war der HSC Montpellier, der in dieser Saison bereits im Sechzehntelfinale ausschied. Die Trophäe gewann diesmal die Association Sportive de Monaco, die damit bei ihrer achten Finalteilnahme zum fünften und bis heute (2008) letzten Mal erfolgreich war. Ihr letzter Erfolg lag sechs Jahre zurück. Endspielgegner Olympique Marseille stand sogar bereits in seinem sechzehnten Finale, von denen es zehn hatte gewinnen können (letztmals 1989).
Unterklassige Mannschaften präsentierten sich in diesem Wettbewerb insgesamt mit unterschiedlicher Durchsetzungsfähigkeit. Von den Amateurteams überstanden lediglich zwei – die US Fécamp aus der dritten und US Laïque Saint-Christophe Châteauroux aus der vierten Liga – die erste landesweite Runde; bereits im Sechzehntelfinale kam dann auch für sie das Aus. Die Mannschaften aus der professionellen Division 2 hingegen stellten acht der 16 Achtelfinalisten, waren im Viertelfinale noch zu dritt und in der Vorschlussrunde zu zweit. Erst dort mussten sich Stade Rodez und der FC Gueugnon geschlagen geben.
Nach den von den regionalen Untergliederungen des Landesverbands FFF organisierten Qualifikationsrunden griffen ab der Runde der letzten 64 Mannschaften auch die 20 Erstligisten in den Wettbewerb ein. Wichtigste Neuerung in dieser Saison war die Abschaffung von Spielen auf neutralem Platz – mit Ausnahme des Endspiels, das seit der ersten Austragung der Coupe de France traditionsgemäß im Großraum Paris stattfindet. Die Paarungen und das Heimrecht wurden für jede Runde frei ausgelost; lediglich im Zweiunddreißigstelfinale durfte der klassenniedrigere Amateurverein seine Partie automatisch vor eigenem Publikum austragen. Bei unentschiedenem Spielstand nach Verlängerung kam es zu einem Elfmeterschießen.

## Zweiunddreißigstelfinale
Spiele zwischen 8. und 10. März 1991. Die Vereine der beiden professionellen Ligen sind mit D1 bzw. D2 bezeichnet, diejenigen der landesweiten Amateurspielklassen mit D3 und D4, die höchsten regionalen Amateurligen als DH bzw. PH („Division d’Honneur“ bzw. „Promotion d’Honneur“).
| - US Fécamp D3 – SC Amiens D3 1:1 n. V. (5:3 i. E.) - Stade Saint-Brieuc D4 – Stade Laval D2 2:2 n. V. (4:5 i. E.) - US Laïque Saint-Christophe D4 – AS Saint-Priest D3 3:1 - Olympique Avignon D2 – Sporting Toulon D1 0:4 - FC Bourges D2 – Girondins Bordeaux D1 1:0 - Sporting Melun-Dammarie D3 – AS Beauvais D2 1:2 n. V. - ES Wasquehal D3 – Paris Saint-Germain D1 0:1 - Olympique Saint-Quentin D2 – AJ Auxerre D1 0:2 - USL Dunkerque D2 – AS Nancy D2 2:3 - US Montagnarde D3 – HSC Montpellier D1 0:2 - AS Monaco D1 – AS Saint-Seurin D2 1:0 - Olympique Marseille D1 – RC Strasbourg D2 4:1 - Stade Mont-de-Marsan D3 – FC Metz D1 2:3 - SA Rochefort DH – US Valenciennes D2 0:3 - US Vénissieux PH – Brest Armorique FC D1 0:2 n. V. - FC Gueugnon D2 – EAC Chaumont D2 1:1 n. V. (7:6 i. E.) | - FC Mulhouse D2 – FC Nantes D1 0:1 - FCO Dijon D2 – OGC Nizza D1 3:1 - Red Star 93 D2 – FC Tours D2 1:2 - AS Cannes D1 – US Orléans D2 2:1 n. V. - FC Rouen D2 – Stade Rennes D2 1:0 - FC Istres D2 – Stade Rodez D2 0:1 - Chamois Niort D2 – SM Caen D1 1:0 - AC Troyes D3 – FC Annecy D2 1:2 n. V. - SCO Angers D2 – Olympique Lyon D1 2:0 - ESA Brive D3 – Olympique Alès D2 0:2 n. V. - AC Arles D4 – Gazélec FCO Ajaccio D2 0:3 - US Avranches D3 – FC Sochaux D1 1:2 - Stade Plabennec DH – UC Le Mans D2 1:4 - OSC Lille D1 – SA Épinal D2 4:2 - FC Toulouse D1 – SC Bastia D2 3:1 - US Mandelieu PH – AS Saint-Étienne D1 0:6 |

## Sechzehntelfinale
Spiele am 2./3. April 1991
| - OSC Lille D1 – AS Monaco D1 1:3 - Stade Laval D2 – UC Le Mans D2 2:1 n. V. - FC Tours D2 – FC Toulouse D1 1:0 - AS Beauvais D2 – Brest Armorique FC D1 0:3 - Paris Saint-Germain D1 – FC Bourges D2 1:0 - AJ Auxerre D1 – AS Saint-Étienne D1 1:0 - HSC Montpellier D1 – Chamois Niort D2 0:1 - FCO Dijon D2 – Olympique Marseille D1 0:3 | - US Laïque Saint-Christophe D4 – Sporting Toulon D1 0:1 n. V. - AS Cannes D1 – US Valenciennes D2 3:0 - Stade Rodez D2 – FC Metz D1 1:1 n. V. (4:3 i. E.) - FC Annecy D2 – AS Nancy D2 1:0 n. V. - Olympique Alès D2 – FC Gueugnon D2 0:0 n. V. (1:4 i. E.) - Gazélec FCO Ajaccio D2 – FC Rouen D2 2:0 - FC Sochaux D1 – SCO Angers D2 2:1 n. V. - US Fécamp D3 – FC Nantes D1 1:1 n. V. (3:4 i. E.) |

## Achtelfinale
Spiele am 27./28. April 1991
| - Brest Armorique FC D1 – FC Nantes D1 1:2 - Gazélec FCO Ajaccio D2 – AS Cannes D1 0:1 - Paris Saint-Germain D1 – Olympique Marseille D1 0:2 - FC Sochaux D1 – AJ Auxerre D1 1:1 n. V. (9:8 i. E.) | - FC Tours D2 – FC Gueugnon D2 0:1 - Sporting Toulon D1 – AS Monaco D1 2:3 - Stade Rodez D2 – FC Annecy D2 2:0 - Chamois Niort D2 – Stade Laval D2 2:1 |

## Viertelfinale
Spiele am 14, bzw. 21. Mai 1991
| - FC Nantes D1 – Olympique Marseille D1 1:2 n. V. - Stade Rodez D2 – FC Sochaux D1 2:1 | - FC Gueugnon D2 – Chamois Niort D2 1:0 - AS Cannes D1 – AS Monaco D1 1:2 |

## Halbfinale
Spiele am 31. Mai bzw. 2. Juni 1991
| - AS Monaco D1 – FC Gueugnon D2 5:0 | - Olympique Marseille D1 – Stade Rodez D2 4:1 |

## Finale
Spiel am 8. Juni 1991 im Pariser Prinzenparkstadion vor 44.123 Zuschauern
- AS Monaco – Olympique Marseille 1:0 (0:0)

### Mannschaftsaufstellungen
AS Monaco: Jean-Luc Ettori  – Claude Puel, Roger Mendy, Emmanuel Petit, Luc Sonor – Marcel Dib, Franck Sauzée, Youri Djorkaeff (Gérald Passi, 59.), Rui Barros – Yousouf Fofana (Ramón Díaz, 75.), George Weah
Trainer: Arsène Wenger
Olympique Marseille: Pascal Olmeta – Manuel Amoros, Carlos Mozer, Basile Boli, Bernard Casoni – Bruno Germain, Laurent Fournier (Dragan Stojković, 46.), Chris Waddle, Philippe Vercruysse – Abédi Pelé, Jean-Pierre Papin 
Trainer: Raymond Goethals
Schiedsrichter: Joël Quiniou (Paris)

### Tore
1:0 Passi (90.)

### Besondere Vorkommnisse
Für Joël Quiniou war dies die dritte Leitung eines Endspiels nach 1986 und 1989; so oft wurden in der Geschichte des Wettbewerbs nur drei weitere Schiedsrichter berufen – und ein vierter, Michel Vautrot, sogar noch zwei Mal häufiger. Quiniou pfiff ein Spiel, das mit Marseille einen klaren Favoriten besaß, nachdem OM im Mai gerade zum dritten Mal in Serie französischer Meister geworden war und zudem zehn Tage zuvor im Endspiel des Europapokals der Landesmeister gestanden hatte.
Bei der AS Monaco war von der Pokalsiegerelf von 1985 nur noch Torhüter Ettori dabei – und Verteidiger Amoros, diesmal allerdings in Reihen des Gegners der Monegassen. Aus der Mannschaft, die 1989 das Finale verloren hatte, waren es 1991 hingegen noch sieben Spieler und dazu Trainer Wenger. Für Youri Djorkaeff war es zwar der erste Gewinn der Coupe, aber dafür setzte er die Familientradition fort, nachdem auch sein Vater Jean schon zweimal (1964 und 1969) erfolgreich gewesen war.